# 紅い白描
『紅い白描』（あかいはくびょう）は、松本清張の長編推理小説。『マドモアゼル』に連載され（1961年7月号 - 1962年12月号、連載時の挿絵は下高原健二）、1985年9月、中公文庫より刊行された。

## あらすじ
美術大学を卒業した原野葉子は、ひそかなファンでもあった一流デザイナー、葛山正太郎の工房に就職する。親切な工房のメンバーに囲まれ、仕事が楽しくなったある日、葉子は葛山から名古屋の観光団体のポスターの仕事で出張を依頼される。弾んだ声で応じる葉子だったが、現地で応対した中部交通の中山から、いわれのない誤解によるハラスメントまがいの罵倒を受け、さらに葛山が葉子に黙ってあとから同じ宿に泊まると聞き、葉子は葛山に微かな疑惑を覚える。
葛山は得意先の中山の機嫌を損ねたとして葉子を責めることはなかったが、同僚の佐久間から葛山が黒い策略を考えていたのではないかという示唆、また、葛山が中山に高価な贈り物をしたことを聞き、浮かない気持ちの葉子は、工房からの帰り道で、葛山が知的障害の少年と会っているのを見かけ、声をかけた葉子は姉川ヒロシというその少年と仲よくなる。葉子は出張先で出会った建築家の西原と再会、その妹でデザイナーのさつきとも親しくなるが、二人が葛山の作品を賞賛するのを聞きながら、葛山の芸術と人間性の落差を感じる。
そんな折、姉川一家が名古屋に急遽移住し、中部交通の中山が絡んでいると知った葉子は、葛山と姉川ヒロシの関係の調査に乗り出す。西原兄妹や佐久間の協力も得て、追跡を続ける葉子はやがて、葛山の芸術の隠された秘密を突き止める。

## 主な登場人物

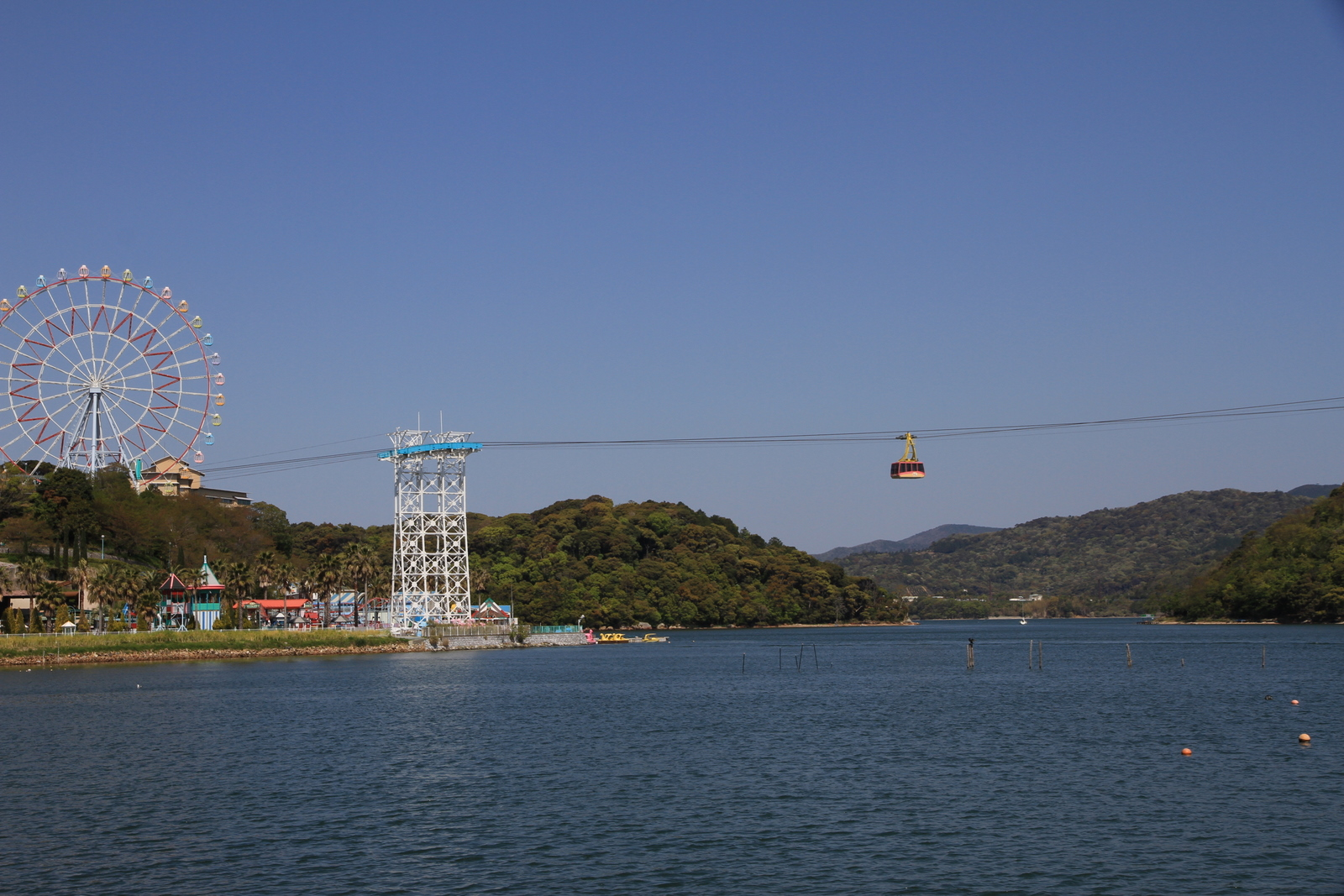
十章で描かれる浜松市のかんざんじロープウェイ

原野葉子
美術大学の図案科で商業美術を専攻、デザイナーとしての経験を積むため、東京・京橋の葛山産業美術研究所に就職する。
葛山正太郎
葛山調と呼ばれる独自の個性で注目を集めている商業デザイナー。アメリカの専門誌に紹介され世界的な注目も集める。
西原周一
青年建築家。ホテルの設計の仕事で犬山市に立ち寄っていたが、日本ラインで葉子と出会い、中山の罵倒から葉子を守る。
西原さつき
銀座の婦人洋品専門店のディスプレイで評判のデザイナーで、西原周一の妹。葉子の調査に協力し浜松市に同行する。
佐久間
葛山工房の若手の一人。お節介と好奇心が強く、葉子に好意を持つ。
中山喜一
葛山工房の得意先である中部交通観光課の宣伝主任。
姉川ヒロシ
スラム街に住む知的障害の子供。葉子に懐いていたが、引越しにより姿を消す。
上田吾一
姉川ヒロシを教えていた平和学園の教師。

## エピソード
- 本作は著者の小倉在住時期の経験に由来する商業美術への関心が反映された作品となっている。著者は「広告図案などを描いている九州各地の者が集まって会をつくり、それにわたしも誘われて加わった。会員は年一回きまった主題でポスターを制作しその展示会を開くと同時に、東京から著名な専門家にきてもらい審査をたのんだ」と商業美術の経験を語っている[1]。また著者は、副業として商店のウィンドウの画を描いたことがあり、小倉の中心街にある甘味処「湖月堂」本店には「（前略）私が二十八・九のころ、縁あってこのショー・ウインドウの飾りつけを一時期引き受けたことがある。前々からの気持ちがあって、私は意欲を燃やしたものだ。ある年の春に行われた商工会議所主催の陳列窓コンクールでは、湖月堂の陳列がみごとに一等賞になった。そのころ元気だった先代の店主がたいへんよろこんでくれた。あのままの道をすすんでいれば、私もあるいはデザイナーとして日本で多少知られた存在になったかもしれない。いまでも銀座や新宿に出ると、デパートやショー・ウィンドウに眼が向いて、湖月堂の窓の思い出が脳裡を走るのである」と書かれたサイン入りの額縁が展示されている[2]。
- 評論家の権田萬治は、「本作の主題（隠された芸術的秘密）は、後に形を変え、さらに推理色を強めた形で、『天才画の女』に引き継がれている」と指摘している[3]。
- デザイン、タイポグラフィ書籍編集者の室賀清徳は、本作を「1960年代初頭、デザイナーが花形産業として注目されていく世相を背景に、グラフィックデザインにおけるオリジナリティの問題や産業構造の暗部を活写した小説」と述べている[4]。